# Señalización E y M

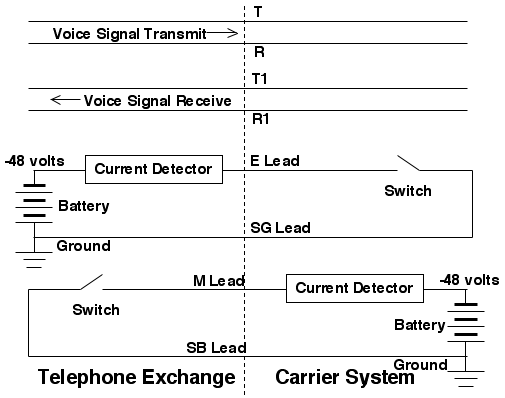
Señalización por hilos E y M

Se denomina señalización por hilos E y M a un tipo de señalización telefónica, utilizado entre conmutadores analógicos de circuitos telefónicos, que se caracteriza por el empleo de vías separadas para las frecuencias de señalización y las de voz.

En este tipo de señalización las señales se transmiten al terminal distante mediante el denominado hilo M y se reciben por el hilo E. Curiosamente, se hace notar que M es la abreviatura de Mouth (boca en inglés), lo que simboliza vía de hablar o de transmitir, en tanto que E viene de Ear (oído) que simboliza escuchar o recibir.
En los antiguos sistemas de transmisión que utilizaban la multiplexación por división de frecuencia los hilos de señalización se conectaban a un dispositivo, denominado señalizador, que convertía los impulsos de corriente continua, procedentes del conmutador, en impulsos de la misma duración y una frecuencia fuera de la banda vocal (300-3400 Hz), generalmente 3825 Hz. Estos tonos fuera de banda se transmitían utilizando las bandas de frecuencia comprendidas entre canales.

En los sistemas de transmisión de modulación por impulsos codificados se utiliza un canal específico para la transmisión de la señalización de todos los canales del sistema. Este canal es el n.º 16 en el caso de los sistemas de 2,048 Mbps y se denomina sistema PCM-TDM con señalización por canal asociado (CAS).
En la actualidad, tras la desaparición de la conmutación analógica en las redes telefónicas, se utiliza principalmente el sistema de señalización por canal común (CCS), denominado Sistema de señalización por canal común nº 7 (SSCC-7, o SS7, de sus siglas en inglés) definido por el UIT-T el utilizado prácticamente en exclusiva.
- Datos: Q2836885